# Bessancourt
Bessancourt è un comune francese di 7 312 abitanti situato nel dipartimento della Val-d'Oise, nella regione dell'Île-de-France.
La cittadina è gemellata con la località inglese Holmes Chapel.

## Società

### Evoluzione demografica
Abitanti censiti